# Grande Prêmio da Grã-Bretanha de 1959
Resultados do Grande Prêmio da Grã-Bretanha de Fórmula 1 realizado em Aintree à 18 de julho de 1959. Quinta etapa da temporada, foi vencida pelo australiano Jack Brabham.

## Classificação da prova
| Pos. | Nº | Piloto              | Construtor      | Voltas | Tempo/Diferença  | Grid | Pontos |
| ---- | -- | ------------------- | --------------- | ------ | ---------------- | ---- | ------ |
| 1    | 12 | Jack Brabham        | Cooper-Climax   | 75     | 2:30:11.6        | 1    | 8      |
| 2    | 6  | Stirling Moss       | BRM             | 75     | + 22.2           | 7    | 6.5    |
| 3    | 16 | Bruce McLaren       | Cooper-Climax   | 75     | + 22.4           | 8    | 4.5    |
| 4    | 8  | Harry Schell        | BRM             | 74     | + 1 volta        | 3    | 3      |
| 5    | 18 | Maurice Trintignant | Cooper-Climax   | 74     | + 1 volta        | 4    | 2      |
| 6    | 2  | Roy Salvadori       | Aston Martin    | 74     | + 1 volta        | 2    |        |
| 7    | 14 | Masten Gregory      | Cooper-Climax   | 73     | + 2 voltas       | 5    |        |
| 8    | 30 | Alan Stacey         | Lotus-Climax    | 71     | + 4 voltas       | 12   |        |
| 9    | 28 | Graham Hill         | Lotus-Climax    | 70     | + 5 voltas       | 9    |        |
| 10   | 48 | Chris Bristow       | Cooper-Borgward | 70     | + 5 voltas       | 16   |        |
| 11   | 58 | Henry Taylor        | Cooper-Climax   | 69     | + 6 voltas       | 21   |        |
| 12   | 52 | Peter Ashdown       | Cooper-Climax   | 69     | + 6 voltas       | 23   |        |
| 13   | 46 | Ivor Bueb           | Cooper-Borgward | 69     | + 6 voltas       | 18   |        |
| Ret  | 4  | Carroll Shelby      | Aston Martin    | 69     | Ignição          | 6    |        |
| Ret  | 40 | Fritz d'Orey        | Maserati        | 57     | Acidente         | 20   |        |
| Ret  | 42 | Ron Flockhart       | BRM             | 53     | Spun Off         | 11   |        |
| Ret  | 38 | Jack Fairman        | Cooper-Climax   | 39     | Câmbio           | 15   |        |
| Ret  | 10 | Jo Bonnier          | BRM             | 37     | Freios           | 10   |        |
| Ret  | 22 | Ian Burgess         | Cooper-Maserati | 31     | Transmissão      | 13   |        |
| Ret  | 24 | Hans Herrmann       | Cooper-Maserati | 21     | Câmbio           | 19   |        |
| Ret  | 64 | David Piper         | Lotus-Climax    | 19     | Superaquecimento | 22   |        |
| Ret  | 36 | Brian Naylor        | JBW-Maserati    | 18     | Transmissão      | 14   |        |
| Ret  | 50 | Mike Taylor         | Cooper-Climax   | 17     | Transmissão      | 24   |        |
| Ret  | 20 | Tony Brooks         | Vanwall         | 13     | Ignição          | 17   |        |
| DNQ  | 54 | Keith Greene        | Cooper-Climax   |        |                  |      |        |
| DNQ  | 56 | Bill Moss           | Cooper-Climax   |        |                  |      |        |
| DNQ  | 60 | Mike Parkes         | Fry-Climax      |        |                  |      |        |
| DNQ  | 62 | Dennis Taylor       | Lotus-Climax    |        |                  |      |        |
| DNQ  | 44 | Trevor Taylor       | Cooper-Climax   |        |                  |      |        |
| DNQ  | 66 | Tim Parnell         | Cooper-Climax   |        |                  |      |        |

## Tabela do campeonato após a corrida
|    | Pos. | Pilotos       | Pontos |
| -- | ---- | ------------- | ------ |
|    | 1    | Jack Brabham  | 27     |
|    | 2    | Tony Brooks   | 14     |
|    | 3    | Phil Hill     | 9      |
| 12 | 4    | Stirling Moss | 8.5    |
| 5  | 5    | Bruce McLaren | 8.5    |

|  | Pos. | Construtor    | Pontos |
|  | ---- | ------------- | ------ |
|  | 1    | Cooper-Climax | 26     |
|  | 2    | Ferrari       | 16     |
|  | 3    | BRM           | 14     |
|  | 4    | Lotus-Climax  | 3      |

- Nota: Somente as primeiras cinco posições estão listadas. Apenas os cinco melhores resultados, dentre pilotos ou equipes, eram computados visando o título. Neste ponto esclarecemos: na tabela dos construtores figurava somente o melhor resultado dentre os carros de um mesmo time.